# Tartarus Montes
Tartarus Montes je pohoří na povrchu Marsu, které se nachází na severní polokouli východním směrem od sopky Elysium Mons oddělující Elysium Planitia na jihu od severovýchodní planiny Arcadia Planitia. Pohoří se táhne přes 1 070 km.

## Název
Pojmenováno bylo v roce 1985 dle řecké mytologie, kde Tartaros znamenalo nejníže položené místo Hádovo říši.